# David Pardo
David Pardo (n. 10 de noviembre de 1982) es un poeta español.
Nació en la Ciudad de Toledo, en la Comunidad Autónoma de Castilla-La Mancha, en una colonia de trabajadores cercana a la Estación Castillejo. Debido a la despoblación de esta colonia, tuvo que radicarse a 11 km de su lugar natal, en Yepes, donde residió la mayor parte de su vida. Finalmente se mudó a la ciudad de Toledo, en donde tomó mayor impulso para dedicarse a su obra literaria. Muchos de sus antiguos poemas se perdieron debido a que el autor no les otorgó importancia suficiente como para publicarlos.

## Obra
Autor de Y si las sombras caminan cuando no las vemos, un poemario colmado de imágenes en las que el autor deja entrever ese cuestionamiento que hace la poesía del mundo a través de la mirada del poeta. Es un tipo de poesía para reflexionar, en la que lo más efímero cobra importancia a través de las metáforas, llevándonos a un mundo de sueños, una muestra que se asienta en el surrealismo de la poesía del siglo XIX.
La portada del libro muestra una ilustración creada por la artista argentina Mariana Sabattini, con quien se contactó a través de Internet. A pesar de la gran distancia que los separa, Sabattini captó y tradujo las emociones transmitidas por los poemas de Pardo en una imagen que define al libro.